# Tour de Luxemburgo 2020
La 80.ª edición del Tour de Luxemburgo fue una carrera de ciclismo en ruta por etapas que se celebró entre el 15 y el 19 de septiembre de 2020 con inicio y final en la ciudad de Luxemburgo en Luxemburgo. El recorrido constó de un total de 5 etapas sobre una distancia total de 716,5 km.
La carrera hizo parte del circuito UCI ProSeries 2020 dentro de la categoría 2.Pro. El vencedor final fue el italiano Diego Ulissi del UAE Emirates seguido del noruego Markus Hoelgaard del Uno-X y el belga Aimé De Gendt del Circus-Wanty Gobert.

## Equipos participantes
Tomaron parte en la carrera 23 equipos, de los cuales 8 fueron de categoría UCI WorldTeam, 12 de categoría UCI ProTeam y 3 de categoría Continental, quienes conformaron un pelotón de 138 ciclistas de los cuales terminaron 103. Los equipos participantes fueron:
| WorldTeams (8)- AG2R La Mondiale - Astana - Bahrain McLaren - Groupama-FDJ - Lotto Soudal - NTT Pro Cycling - Trek-Segafredo - UAE Team Emirates ProTeams (12)- Alpecin-Fenix - Bardiani CSF Faizanè - Bingoal-Wallonie Bruxelles - Burgos-BH - Caja Rural-Seguros RGA - Circus-Wanty Gobert - Nippo Delko One Provence - Riwal Securitas - Sport Vlaanderen-Baloise - Arkéa-Samsic - Uno-X Pro Cycling Team - Vini Zabù-KTM Equipos continentales (3)- Leopard - Natura4Ever-Roubaix Lille Métropole - Vorarlberg Santic |
| |

## Etapas
| Etapa     | Fecha     | Recorrido               | type            | Distancia (km) | Ganador        | Líder                |
| --------- | --------- | ----------------------- | --------------- | -------------- | -------------- | -------------------- |
| 1.ª etapa | 15 de sep | Luxemburgo – Luxemburgo | etapa escarpada | 133,5          | Diego Ulissi   | Diego Ulissi         |
| 2.ª etapa | 16 de sep | Remich – Hesperange     | etapa escarpada | 40,7           | Arnaud Démare  | Diego Ulissi         |
| 3.ª etapa | 17 de sep | Rouspert – Schifflange  | etapa escarpada | 164,3          | John Degenkolb | Eduard-Michael Grosu |
| 4.ª etapa | 18 de sep | Rodange – Differdange   | etapa escarpada | 201            | Diego Ulissi   | Diego Ulissi         |
| 5.ª etapa | 19 de sep | Mersch – Luxemburgo     | etapa escarpada | 177            | Andreas Kron   | Diego Ulissi         |

## Desarrollo de la carrera

### 1.ª etapa
| Luxemburgo - Luxemburgo | etapa escarpada | (133,5 km) |

| \| Clasificación de la etapa \| Clasificación de la etapa \| Clasificación de la etapa \| Clasificación de la etapa \| Clasificación de la etapa \| \| Ciclista \| Ciclista \| Equipo \| Tiempo \| \| \| ------------------------- \| ------------------------- \| ------------------------- \| ------------------------- \| ------------------------- \| \| 1.º \| Diego Ulissi \| UAE Team Emirates \| 3 h 13 min 15 s \| \| \| 2.º \| Amaury Capiot \| Sport Vlaanderen-Baloise \| + 0 s \| \| \| 3.º \| Eduard-Michael Grosu \| Nippo-Delko One Provence \| + 0 s \| \| \| 4.º \| Jon Aberasturi \| Caja Rural-Seguros RGA \| + 0 s \| \| \| 5.º \| Jasper Philipsen \| UAE Team Emirates \| + 0 s \| \| \| 6.º \| Rui Oliveira \| UAE Team Emirates \| + 0 s \| \| \| 7.º \| Alexander Krieger \| Alpecin-Fenix \| + 0 s \| \| \| 8.º \| Eros Capecchi \| Bahrain McLaren \| + 0 s \| \| \| 9.º \| Markus Hoelgaard \| Uno-X Pro Cycling Team \| + 0 s \| \| \| 10.º \| Jordi Warlop \| Sport Vlaanderen-Baloise \| + 0 s \| \| |                      |                          |                 |
| |                      |                          |                 |
| Fuente: ProCyclingStats |                      |                          |                 |
| Clasificación de la etapa |                      |                          |                 |
| Ciclista | Ciclista             | Equipo                   | Tiempo          |
| 1.º | Diego Ulissi         | UAE Team Emirates        | 3 h 13 min 15 s |
| 2.º | Amaury Capiot        | Sport Vlaanderen-Baloise | + 0 s           |
| 3.º | Eduard-Michael Grosu | Nippo-Delko One Provence | + 0 s           |
| 4.º | Jon Aberasturi       | Caja Rural-Seguros RGA   | + 0 s           |
| 5.º | Jasper Philipsen     | UAE Team Emirates        | + 0 s           |
| 6.º | Rui Oliveira         | UAE Team Emirates        | + 0 s           |
| 7.º | Alexander Krieger    | Alpecin-Fenix            | + 0 s           |
| 8.º | Eros Capecchi        | Bahrain McLaren          | + 0 s           |
| 9.º | Markus Hoelgaard     | Uno-X Pro Cycling Team   | + 0 s           |
| 10.º | Jordi Warlop         | Sport Vlaanderen-Baloise | + 0 s           |

| \| Clasificación general \| Clasificación general \| Clasificación general \| Clasificación general \| Clasificación general \| \| Ciclista \| Ciclista \| Equipo \| Tiempo \| \| \| --------------------- \| --------------------- \| ------------------------ \| --------------------- \| --------------------- \| \| 1.º \| Diego Ulissi \| UAE Team Emirates \| 3 h 13 min 02 s \| \| \| 2.º \| Amaury Capiot \| Sport Vlaanderen-Baloise \| + 7 s \| \| \| 3.º \| Eduard-Michael Grosu \| Nippo-Delko One Provence \| + 7 s \| \| \| 4.º \| Petr Vakoč \| Alpecin-Fenix \| + 12 s \| \| \| 5.º \| Jon Aberasturi \| Caja Rural-Seguros RGA \| + 13 s \| \| \| 6.º \| Jasper Philipsen \| UAE Team Emirates \| + 13 s \| \| \| 7.º \| Rui Oliveira \| UAE Team Emirates \| + 13 s \| \| \| 8.º \| Alexander Krieger \| Alpecin-Fenix \| + 13 s \| \| \| 9.º \| Eros Capecchi \| Bahrain McLaren \| + 13 s \| \| \| 10.º \| Markus Hoelgaard \| Uno-X Pro Cycling Team \| + 13 s \| \| |                      |                          |                 |
| |                      |                          |                 |
| Fuente: ProCyclingStats |                      |                          |                 |
| Clasificación general |                      |                          |                 |
| Ciclista | Ciclista             | Equipo                   | Tiempo          |
| 1.º | Diego Ulissi         | UAE Team Emirates        | 3 h 13 min 02 s |
| 2.º | Amaury Capiot        | Sport Vlaanderen-Baloise | + 7 s           |
| 3.º | Eduard-Michael Grosu | Nippo-Delko One Provence | + 7 s           |
| 4.º | Petr Vakoč           | Alpecin-Fenix            | + 12 s          |
| 5.º | Jon Aberasturi       | Caja Rural-Seguros RGA   | + 13 s          |
| 6.º | Jasper Philipsen     | UAE Team Emirates        | + 13 s          |
| 7.º | Rui Oliveira         | UAE Team Emirates        | + 13 s          |
| 8.º | Alexander Krieger    | Alpecin-Fenix            | + 13 s          |
| 9.º | Eros Capecchi        | Bahrain McLaren          | + 13 s          |
| 10.º | Markus Hoelgaard     | Uno-X Pro Cycling Team   | + 13 s          |

### 2.ª etapa
| Remich - Hesperange | etapa escarpada | (40,7 km) |

| \| Clasificación de la etapa \| Clasificación de la etapa \| Clasificación de la etapa \| Clasificación de la etapa \| Clasificación de la etapa \| \| Ciclista \| Ciclista \| Equipo \| Tiempo \| \| \| ------------------------- \| --------------------------- \| ------------------------- \| ------------------------- \| ------------------------- \| \| 1.º \| Arnaud Démare \| Groupama-FDJ \| 50 min 06 s \| \| \| 2.º \| Jasper Philipsen \| UAE Team Emirates \| + 0 s \| \| \| 3.º \| Alexander Krieger \| Alpecin-Fenix \| + 0 s \| \| \| 4.º \| Jordi Warlop \| Sport Vlaanderen-Baloise \| + 0 s \| \| \| 5.º \| Amaury Capiot \| Sport Vlaanderen-Baloise \| + 0 s \| \| \| 6.º \| Jacopo Guarnieri \| Groupama-FDJ \| + 0 s \| \| \| 7.º \| Eduard-Michael Grosu \| Nippo-Delko One Provence \| + 0 s \| \| \| 8.º \| Rui Oliveira \| UAE Team Emirates \| + 0 s \| \| \| 9.º \| Martijn Budding \| Riwal Securitas \| + 0 s \| \| \| 10.º \| Reinardt Janse van Rensburg \| NTT Pro Cycling \| + 0 s \| \| |                             |                          |             |
| |                             |                          |             |
| Fuente: ProCyclingStats |                             |                          |             |
| Clasificación de la etapa |                             |                          |             |
| Ciclista | Ciclista                    | Equipo                   | Tiempo      |
| 1.º | Arnaud Démare               | Groupama-FDJ             | 50 min 06 s |
| 2.º | Jasper Philipsen            | UAE Team Emirates        | + 0 s       |
| 3.º | Alexander Krieger           | Alpecin-Fenix            | + 0 s       |
| 4.º | Jordi Warlop                | Sport Vlaanderen-Baloise | + 0 s       |
| 5.º | Amaury Capiot               | Sport Vlaanderen-Baloise | + 0 s       |
| 6.º | Jacopo Guarnieri            | Groupama-FDJ             | + 0 s       |
| 7.º | Eduard-Michael Grosu        | Nippo-Delko One Provence | + 0 s       |
| 8.º | Rui Oliveira                | UAE Team Emirates        | + 0 s       |
| 9.º | Martijn Budding             | Riwal Securitas          | + 0 s       |
| 10.º | Reinardt Janse van Rensburg | NTT Pro Cycling          | + 0 s       |

| \| Clasificación general \| Clasificación general \| Clasificación general \| Clasificación general \| Clasificación general \| \| Ciclista \| Ciclista \| Equipo \| Tiempo \| \| \| --------------------- \| --------------------------- \| ------------------------ \| --------------------- \| --------------------- \| \| 1.º \| Diego Ulissi \| UAE Team Emirates \| 4 h 03 min 11 s \| \| \| 2.º \| Jasper Philipsen \| UAE Team Emirates \| + 4 s \| \| \| 3.º \| Amaury Capiot \| Sport Vlaanderen-Baloise \| + 4 s \| \| \| 4.º \| Eduard-Michael Grosu \| Nippo-Delko One Provence \| + 4 s \| \| \| 5.º \| Alexander Krieger \| Alpecin-Fenix \| + 6 s \| \| \| 6.º \| Rui Oliveira \| UAE Team Emirates \| + 7 s \| \| \| 7.º \| Jordi Warlop \| Sport Vlaanderen-Baloise \| + 10 s \| \| \| 8.º \| Reinardt Janse van Rensburg \| NTT Pro Cycling \| + 10 s \| \| \| 9.º \| Petr Vakoč \| Alpecin-Fenix \| + 12 s \| \| \| 10.º \| Jon Aberasturi \| Caja Rural-Seguros RGA \| + 13 s \| \| |                             |                          |                 |
| |                             |                          |                 |
| Fuente: ProCyclingStats |                             |                          |                 |
| Clasificación general |                             |                          |                 |
| Ciclista | Ciclista                    | Equipo                   | Tiempo          |
| 1.º | Diego Ulissi                | UAE Team Emirates        | 4 h 03 min 11 s |
| 2.º | Jasper Philipsen            | UAE Team Emirates        | + 4 s           |
| 3.º | Amaury Capiot               | Sport Vlaanderen-Baloise | + 4 s           |
| 4.º | Eduard-Michael Grosu        | Nippo-Delko One Provence | + 4 s           |
| 5.º | Alexander Krieger           | Alpecin-Fenix            | + 6 s           |
| 6.º | Rui Oliveira                | UAE Team Emirates        | + 7 s           |
| 7.º | Jordi Warlop                | Sport Vlaanderen-Baloise | + 10 s          |
| 8.º | Reinardt Janse van Rensburg | NTT Pro Cycling          | + 10 s          |
| 9.º | Petr Vakoč                  | Alpecin-Fenix            | + 12 s          |
| 10.º | Jon Aberasturi              | Caja Rural-Seguros RGA   | + 13 s          |

### 3.ª etapa
| Rouspert - Schifflange | etapa escarpada | (164,3 km) |

| \| Clasificación de la etapa \| Clasificación de la etapa \| Clasificación de la etapa \| Clasificación de la etapa \| Clasificación de la etapa \| \| Ciclista \| Ciclista \| Equipo \| Tiempo \| \| \| ------------------------- \| --------------------------- \| ------------------------- \| ------------------------- \| ------------------------- \| \| 1.º \| John Degenkolb \| Lotto-Soudal \| 3 h 35 min 43 s \| \| \| 2.º \| Eduard-Michael Grosu \| Nippo-Delko One Provence \| + 0 s \| \| \| 3.º \| Pieter Vanspeybrouck \| Circus-Wanty Gobert \| + 0 s \| \| \| 4.º \| Reinardt Janse van Rensburg \| NTT Pro Cycling \| + 0 s \| \| \| 5.º \| Yevgeniy Gidich \| Astana \| + 0 s \| \| \| 6.º \| August Jensen \| Riwal Securitas \| + 0 s \| \| \| 7.º \| Amaury Capiot \| Sport Vlaanderen-Baloise \| + 0 s \| \| \| 8.º \| Jordi Warlop \| Sport Vlaanderen-Baloise \| + 0 s \| \| \| 9.º \| Lawrence Naesen \| AG2R La Mondiale \| + 0 s \| \| \| 10.º \| Alexander Krieger \| Alpecin-Fenix \| + 0 s \| \| |                             |                          |                 |
| |                             |                          |                 |
| Fuente: ProCyclingStats |                             |                          |                 |
| Clasificación de la etapa |                             |                          |                 |
| Ciclista | Ciclista                    | Equipo                   | Tiempo          |
| 1.º | John Degenkolb              | Lotto-Soudal             | 3 h 35 min 43 s |
| 2.º | Eduard-Michael Grosu        | Nippo-Delko One Provence | + 0 s           |
| 3.º | Pieter Vanspeybrouck        | Circus-Wanty Gobert      | + 0 s           |
| 4.º | Reinardt Janse van Rensburg | NTT Pro Cycling          | + 0 s           |
| 5.º | Yevgeniy Gidich             | Astana                   | + 0 s           |
| 6.º | August Jensen               | Riwal Securitas          | + 0 s           |
| 7.º | Amaury Capiot               | Sport Vlaanderen-Baloise | + 0 s           |
| 8.º | Jordi Warlop                | Sport Vlaanderen-Baloise | + 0 s           |
| 9.º | Lawrence Naesen             | AG2R La Mondiale         | + 0 s           |
| 10.º | Alexander Krieger           | Alpecin-Fenix            | + 0 s           |

| \| Clasificación general \| Clasificación general \| Clasificación general \| Clasificación general \| Clasificación general \| \| Ciclista \| Ciclista \| Equipo \| Tiempo \| \| \| --------------------- \| --------------------------- \| ------------------------ \| --------------------- \| --------------------- \| \| 1.º \| Eduard-Michael Grosu \| Nippo-Delko One Provence \| 7 h 38 min 49 s \| \| \| 2.º \| Diego Ulissi \| UAE Team Emirates \| + 5 s \| \| \| 3.º \| Amaury Capiot \| Sport Vlaanderen-Baloise \| + 9 s \| \| \| 4.º \| Alexander Krieger \| Alpecin-Fenix \| + 11 s \| \| \| 5.º \| Vincenzo Albanese \| Bardiani CSF Faizanè \| + 12 s \| \| \| 6.º \| Rui Oliveira \| UAE Team Emirates \| + 12 s \| \| \| 7.º \| Jordi Warlop \| Sport Vlaanderen-Baloise \| + 15 s \| \| \| 8.º \| Reinardt Janse van Rensburg \| NTT Pro Cycling \| + 15 s \| \| \| 9.º \| Tim Wellens \| Lotto-Soudal \| + 16 s \| \| \| 10.º \| Jan Bakelants \| Circus-Wanty Gobert \| + 17 s \| \| |                             |                          |                 |
| |                             |                          |                 |
| Fuente: ProCyclingStats |                             |                          |                 |
| Clasificación general |                             |                          |                 |
| Ciclista | Ciclista                    | Equipo                   | Tiempo          |
| 1.º | Eduard-Michael Grosu        | Nippo-Delko One Provence | 7 h 38 min 49 s |
| 2.º | Diego Ulissi                | UAE Team Emirates        | + 5 s           |
| 3.º | Amaury Capiot               | Sport Vlaanderen-Baloise | + 9 s           |
| 4.º | Alexander Krieger           | Alpecin-Fenix            | + 11 s          |
| 5.º | Vincenzo Albanese           | Bardiani CSF Faizanè     | + 12 s          |
| 6.º | Rui Oliveira                | UAE Team Emirates        | + 12 s          |
| 7.º | Jordi Warlop                | Sport Vlaanderen-Baloise | + 15 s          |
| 8.º | Reinardt Janse van Rensburg | NTT Pro Cycling          | + 15 s          |
| 9.º | Tim Wellens                 | Lotto-Soudal             | + 16 s          |
| 10.º | Jan Bakelants               | Circus-Wanty Gobert      | + 17 s          |

### 4.ª etapa
| Rodange - Differdange | etapa escarpada | (201 km) |

| \| Clasificación de la etapa \| Clasificación de la etapa \| Clasificación de la etapa \| Clasificación de la etapa \| Clasificación de la etapa \| \| Ciclista \| Ciclista \| Equipo \| Tiempo \| \| \| ------------------------- \| ------------------------- \| ------------------------- \| ------------------------- \| ------------------------- \| \| 1.º \| Diego Ulissi \| UAE Team Emirates \| 4 h 45 min 23 s \| \| \| 2.º \| Aimé De Gendt \| Circus-Wanty Gobert \| + 0 s \| \| \| 3.º \| Markus Hoelgaard \| Uno-X Pro Cycling Team \| + 0 s \| \| \| 4.º \| Tim Wellens \| Lotto-Soudal \| + 0 s \| \| \| 5.º \| Alexander Krieger \| Alpecin-Fenix \| + 15 s \| \| \| 6.º \| Jan Bakelants \| Circus-Wanty Gobert \| + 15 s \| \| \| 7.º \| Mauro Schmid \| Leopard Pro Cycling \| + 15 s \| \| \| 8.º \| Vadim Pronskiy \| Astana \| + 15 s \| \| \| 9.º \| Aurélien Paret-Peintre \| AG2R La Mondiale \| + 15 s \| \| \| 10.º \| Andreas Kron \| Riwal Securitas \| + 15 s \| \| |                        |                        |                 |
| |                        |                        |                 |
| Fuente: ProCyclingStats |                        |                        |                 |
| Clasificación de la etapa |                        |                        |                 |
| Ciclista | Ciclista               | Equipo                 | Tiempo          |
| 1.º | Diego Ulissi           | UAE Team Emirates      | 4 h 45 min 23 s |
| 2.º | Aimé De Gendt          | Circus-Wanty Gobert    | + 0 s           |
| 3.º | Markus Hoelgaard       | Uno-X Pro Cycling Team | + 0 s           |
| 4.º | Tim Wellens            | Lotto-Soudal           | + 0 s           |
| 5.º | Alexander Krieger      | Alpecin-Fenix          | + 15 s          |
| 6.º | Jan Bakelants          | Circus-Wanty Gobert    | + 15 s          |
| 7.º | Mauro Schmid           | Leopard Pro Cycling    | + 15 s          |
| 8.º | Vadim Pronskiy         | Astana                 | + 15 s          |
| 9.º | Aurélien Paret-Peintre | AG2R La Mondiale       | + 15 s          |
| 10.º | Andreas Kron           | Riwal Securitas        | + 15 s          |

| \| Clasificación general \| Clasificación general \| Clasificación general \| Clasificación general \| Clasificación general \| \| Ciclista \| Ciclista \| Equipo \| Tiempo \| \| \| --------------------- \| ---------------------- \| ---------------------- \| --------------------- \| --------------------- \| \| 1.º \| Diego Ulissi \| UAE Team Emirates \| 12 h 24 min 07 s \| \| \| 2.º \| Aimé De Gendt \| Circus-Wanty Gobert \| + 17 s \| \| \| 3.º \| Markus Hoelgaard \| Uno-X Pro Cycling Team \| + 19 s \| \| \| 4.º \| Tim Wellens \| Lotto-Soudal \| + 21 s \| \| \| 5.º \| Alexander Krieger \| Alpecin-Fenix \| + 31 s \| \| \| 6.º \| Jan Bakelants \| Circus-Wanty Gobert \| + 34 s \| \| \| 7.º \| Aurélien Paret-Peintre \| AG2R La Mondiale \| + 38 s \| \| \| 8.º \| Clément Champoussin \| AG2R La Mondiale \| + 38 s \| \| \| 9.º \| Mauro Schmid \| Leopard Pro Cycling \| + 38 s \| \| \| 10.º \| Andreas Kron \| Riwal Securitas \| + 38 s \| \| |                        |                        |                  |
| |                        |                        |                  |
| Fuente: ProCyclingStats |                        |                        |                  |
| Clasificación general |                        |                        |                  |
| Ciclista | Ciclista               | Equipo                 | Tiempo           |
| 1.º | Diego Ulissi           | UAE Team Emirates      | 12 h 24 min 07 s |
| 2.º | Aimé De Gendt          | Circus-Wanty Gobert    | + 17 s           |
| 3.º | Markus Hoelgaard       | Uno-X Pro Cycling Team | + 19 s           |
| 4.º | Tim Wellens            | Lotto-Soudal           | + 21 s           |
| 5.º | Alexander Krieger      | Alpecin-Fenix          | + 31 s           |
| 6.º | Jan Bakelants          | Circus-Wanty Gobert    | + 34 s           |
| 7.º | Aurélien Paret-Peintre | AG2R La Mondiale       | + 38 s           |
| 8.º | Clément Champoussin    | AG2R La Mondiale       | + 38 s           |
| 9.º | Mauro Schmid           | Leopard Pro Cycling    | + 38 s           |
| 10.º | Andreas Kron           | Riwal Securitas        | + 38 s           |

### 5.ª etapa
| Mersch - Luxemburgo | etapa escarpada | (177 km) |

| \| Clasificación de la etapa \| Clasificación de la etapa \| Clasificación de la etapa \| Clasificación de la etapa \| Clasificación de la etapa \| \| Ciclista \| Ciclista \| Equipo \| Tiempo \| \| \| ------------------------- \| ------------------------- \| ------------------------- \| ------------------------- \| ------------------------- \| \| 1.º \| Andreas Kron \| Riwal Securitas \| 4 h 08 min 42 s \| \| \| 2.º \| Diego Ulissi \| UAE Team Emirates \| + 0 s \| \| \| 3.º \| Markus Hoelgaard \| Uno-X Pro Cycling Team \| + 0 s \| \| \| 4.º \| Jan Bakelants \| Circus-Wanty Gobert \| + 0 s \| \| \| 5.º \| Petr Vakoč \| Alpecin-Fenix \| + 0 s \| \| \| 6.º \| Clément Champoussin \| AG2R La Mondiale \| + 0 s \| \| \| 7.º \| Aimé De Gendt \| Circus-Wanty Gobert \| + 0 s \| \| \| 8.º \| Franck Bonnamour \| Arkéa-Samsic \| + 6 s \| \| \| 9.º \| Alexander Krieger \| Alpecin-Fenix \| + 6 s \| \| \| 10.º \| Romain Hardy \| Arkéa-Samsic \| + 6 s \| \| |                     |                        |                 |
| |                     |                        |                 |
| Fuente: ProCyclingStats |                     |                        |                 |
| Clasificación de la etapa |                     |                        |                 |
| Ciclista | Ciclista            | Equipo                 | Tiempo          |
| 1.º | Andreas Kron        | Riwal Securitas        | 4 h 08 min 42 s |
| 2.º | Diego Ulissi        | UAE Team Emirates      | + 0 s           |
| 3.º | Markus Hoelgaard    | Uno-X Pro Cycling Team | + 0 s           |
| 4.º | Jan Bakelants       | Circus-Wanty Gobert    | + 0 s           |
| 5.º | Petr Vakoč          | Alpecin-Fenix          | + 0 s           |
| 6.º | Clément Champoussin | AG2R La Mondiale       | + 0 s           |
| 7.º | Aimé De Gendt       | Circus-Wanty Gobert    | + 0 s           |
| 8.º | Franck Bonnamour    | Arkéa-Samsic           | + 6 s           |
| 9.º | Alexander Krieger   | Alpecin-Fenix          | + 6 s           |
| 10.º | Romain Hardy        | Arkéa-Samsic           | + 6 s           |

## Clasificaciones finales
Las clasificaciones finalizaron de la siguiente forma:

### Clasificación general
| \| Clasificación general \| Clasificación general \| Clasificación general \| Clasificación general \| Clasificación general \| \| Ciclista \| Ciclista \| Equipo \| Tiempo \| \| \| --------------------- \| ---------------------- \| ---------------------- \| --------------------- \| --------------------- \| \| 1.º \| Diego Ulissi \| UAE Team Emirates \| 16 h 32 min 39 s \| \| \| 2.º \| Markus Hoelgaard \| Uno-X Pro Cycling Team \| + 25 s \| \| \| 3.º \| Aimé De Gendt \| Circus-Wanty Gobert \| + 27 s \| \| \| 4.º \| Tim Wellens \| Lotto-Soudal \| + 35 s \| \| \| 5.º \| Andreas Kron \| Riwal Securitas \| + 38 s \| \| \| 6.º \| Jan Bakelants \| Circus-Wanty Gobert \| + 44 s \| \| \| 7.º \| Alexander Krieger \| Alpecin-Fenix \| + 47 s \| \| \| 8.º \| Clément Champoussin \| AG2R La Mondiale \| + 48 s \| \| \| 9.º \| Petr Vakoč \| Alpecin-Fenix \| + 50 s \| \| \| 10.º \| Aurélien Paret-Peintre \| AG2R La Mondiale \| + 54 s \| \| |                        |                        |                  |
| |                        |                        |                  |
| Fuente: ProCyclingStats |                        |                        |                  |
| Clasificación general |                        |                        |                  |
| Ciclista | Ciclista               | Equipo                 | Tiempo           |
| 1.º | Diego Ulissi           | UAE Team Emirates      | 16 h 32 min 39 s |
| 2.º | Markus Hoelgaard       | Uno-X Pro Cycling Team | + 25 s           |
| 3.º | Aimé De Gendt          | Circus-Wanty Gobert    | + 27 s           |
| 4.º | Tim Wellens            | Lotto-Soudal           | + 35 s           |
| 5.º | Andreas Kron           | Riwal Securitas        | + 38 s           |
| 6.º | Jan Bakelants          | Circus-Wanty Gobert    | + 44 s           |
| 7.º | Alexander Krieger      | Alpecin-Fenix          | + 47 s           |
| 8.º | Clément Champoussin    | AG2R La Mondiale       | + 48 s           |
| 9.º | Petr Vakoč             | Alpecin-Fenix          | + 50 s           |
| 10.º | Aurélien Paret-Peintre | AG2R La Mondiale       | + 54 s           |

### Clasificación por puntos
| Clasificación por puntos | Clasificación por puntos | Clasificación por puntos | Clasificación por puntos | Clasificación por puntos |
| Ciclista                 | Ciclista                 | Equipo                   | Puntos                   |                          |
| ------------------------ | ------------------------ | ------------------------ | ------------------------ | ------------------------ |
| 1.º                      | Diego Ulissi             | UAE Team Emirates        | 56 pts                   |                          |
| 2.º                      | Alexander Krieger        | Alpecin-Fenix            | 30 pts                   |                          |
| 3.º                      | Markus Hoelgaard         | Uno-X Pro Cycling Team   | 28 pts                   |                          |
| 4.º                      | Andreas Kron             | Riwal Securitas          | 21 pts                   |                          |
| 5.º                      | Aimé De Gendt            | Circus-Wanty Gobert      | 21 pts                   |                          |
| 6.º                      | John Degenkolb           | Lotto-Soudal             | 20 pts                   |                          |
| 7.º                      | Arnaud Démare            | Groupama-FDJ             | 20 pts                   |                          |
| 8.º                      | Jan Bakelants            | Circus-Wanty Gobert      | 18 pts                   |                          |
| 9.º                      | Jordi Warlop             | Sport Vlaanderen-Baloise | 15 pts                   |                          |
| 10.º                     | Pieter Vanspeybrouck     | Circus-Wanty Gobert      | 13 pts                   |                          |

### Clasificación de la montaña
| Clasificación de la montaña | Clasificación de la montaña | Clasificación de la montaña | Clasificación de la montaña | Clasificación de la montaña |
| Ciclista                    | Ciclista                    | Equipo                      | Puntos                      |                             |
| --------------------------- | --------------------------- | --------------------------- | --------------------------- | --------------------------- |
| 1.º                         | Baptiste Planckaert         | Bingoal-Wallonie Bruxelles  | 29 pts                      |                             |
| 2.º                         | Ben O'Connor                | NTT Pro Cycling             | 18 pts                      |                             |
| 3.º                         | Diego Ulissi                | UAE Team Emirates           | 12 pts                      |                             |
| 4.º                         | Santiago Buitrago           | Bahrain McLaren             | 9 pts                       |                             |
| 5.º                         | Clément Champoussin         | AG2R La Mondiale            | 8 pts                       |                             |
| 6.º                         | Xandro Meurisse             | Circus-Wanty Gobert         | 8 pts                       |                             |
| 7.º                         | Etienne van Empel           | Vini Zabù-KTM               | 8 pts                       |                             |
| 8.º                         | François Bidard             | AG2R La Mondiale            | 7 pts                       |                             |
| 9.º                         | Andreas Kron                | Riwal Securitas             | 7 pts                       |                             |
| 10.º                        | Johannes Schinnagel         | Team Vorarlberg-Santic      | 7 pts                       |                             |

### Clasificación de los jóvenes
| Clasificación del mejor joven | Clasificación del mejor joven | Clasificación del mejor joven       | Clasificación del mejor joven | Clasificación del mejor joven |
| Ciclista                      | Ciclista                      | Equipo                              | Tiempo                        |                               |
| ----------------------------- | ----------------------------- | ----------------------------------- | ----------------------------- | ----------------------------- |
| 1.º                           | Andreas Kron                  | Riwal Securitas                     | 16 h 33 min 17 s              |                               |
| 2.º                           | Clément Champoussin           | AG2R La Mondiale                    | + 10 s                        |                               |
| 3.º                           | Aurélien Paret-Peintre        | AG2R La Mondiale                    | + 16 s                        |                               |
| 4.º                           | Mauro Schmid                  | Leopard Pro Cycling                 | + 21 s                        |                               |
| 5.º                           | Vadim Pronskiy                | Astana                              | + 27 s                        |                               |
| 6.º                           | Santiago Buitrago             | Bahrain McLaren                     | + 1 min 48 s                  |                               |
| 7.º                           | Jan Maas                      | Leopard Pro Cycling                 | + 2 min 35 s                  |                               |
| 8.º                           | Ivan Centrone                 | Natura4Ever-Roubaix Lille Métropole | + 2 min 42 s                  |                               |
| 9.º                           | Jordi Warlop                  | Sport Vlaanderen-Baloise            | + 2 min 48 s                  |                               |
| 10.º                          | Senne Leysen                  | Alpecin-Fenix                       | + 3 min 02 s                  |                               |

### Clasificación por equipos
| Clasificación por equipos | Clasificación por equipos  | Clasificación por equipos | Clasificación por equipos |
| Equipo                    | Equipo                     | Tiempo                    |                           |
| ------------------------- | -------------------------- | ------------------------- | ------------------------- |
| 1.º                       | AG2R La Mondiale           | 49 h 42 min 17 s          |                           |
| 2.º                       | Alpecin-Fenix              | + 1 min 02 s              |                           |
| 3.º                       | Circus-Wanty Gobert        | + 3 min 16 s              |                           |
| 4.º                       | Lotto Soudal               | + 3 min 27 s              |                           |
| 5.º                       | Arkéa-Samsic               | + 3 min 32 s              |                           |
| 6.º                       | Bingoal-Wallonie Bruxelles | + 5 min 32 s              |                           |
| 7.º                       | Sport Vlaanderen-Baloise   | + 7 min 37 s              |                           |
| 8.º                       | Riwal Securitas            | + 10 min 52 s             |                           |
| 9.º                       | NTT Pro Cycling            | + 10 min 55 s             |                           |
| 10.º                      | Astana                     | + 12 min 15 s             |                           |

## Evolución de las clasificaciones
| Etapa                   | Vencedor                | Clasificación general | Clasificación por puntos | Clasificación de la montaña | Clasificación de los jóvenes | Clasificación por equipos |
| ----------------------- | ----------------------- | --------------------- | ------------------------ | --------------------------- | ---------------------------- | ------------------------- |
| 1.ª                     | Diego Ulissi            | Diego Ulissi          | Diego Ulissi             | Axel Zingle                 | Jasper Philipsen             | UAE Emirates              |
| 2.ª                     | Arnaud Démare           | Diego Ulissi          | Jasper Philipsen         | Axel Zingle                 | Jasper Philipsen             | UAE Emirates              |
| 3.ª                     | John Degenkolb          | Eduard-Michael Grosu  | Eduard-Michael Grosu     | Baptiste Planckaert         | Vincenzo Albanese            | Riwal Securitas           |
| 4.ª                     | Diego Ulissi            | Diego Ulissi          | Diego Ulissi             | Sergio Román Martín         | Aurélien Paret-Peintre       | Circus-Wanty Gobert       |
| 5.ª                     | Andreas Kron            | Diego Ulissi          | Diego Ulissi             | Baptiste Planckaert         | Andreas Kron                 | AG2R La Mondiale          |
| Clasificaciones finales | Clasificaciones finales | Diego Ulissi          | Diego Ulissi             | Baptiste Planckaert         | Andreas Kron                 | AG2R La Mondiale          |

## UCI World Ranking
El Tour de Luxemburgo otorgó puntos para el UCI World Ranking para corredores de los equipos en las categorías UCI WorldTeam, UCI ProTeam y Continental. Las siguientes tablas son el baremo de puntuación y los 10 corredores que obtuvieron más puntos:
| Posición              | 1.º | 2.º | 3.º | 4.º | 5.º | 6.º | 7.º | 8.º | 9.º | 10.º | 11.º | 12.º | 13.º | 14.º | 15.º | 16.º-30.º | 31.º-40.º |
| Clasificación general | 200 | 150 | 125 | 100 | 85  | 70  | 60  | 50  | 40  | 35   | 30   | 25   | 20   | 15   | 10   | 5         | 3         |
| Por etapa             | 20  | 10  | 5   |     |     |     |     |     |     |      |      |      |      |      |      |           |           |
| Líder                 | 5   |     |     |     |     |     |     |     |     |      |      |      |      |      |      |           |           |

| Clasificación |                        |                     |         |       |       |       |
| Posición      | Ciclista               | Equipo              | General | Etapa | Líder | Total |
| ------------- | ---------------------- | ------------------- | ------- | ----- | ----- | ----- |
| 1.º           | Diego Ulissi           | UAE Emirates        | 200     | 50    | 15    | 265   |
| 2.º           | Markus Hoelgaard       | Uno-X               | 150     | 10    | -     | 160   |
| 3.º           | Aimé De Gendt          | Circus-Wanty Gobert | 125     | 10    | -     | 135   |
| 4.º           | Andreas Kron           | Riwal Securitas     | 85      | 20    | -     | 105   |
| 5.º           | Tim Wellens            | Lotto Soudal        | 100     | -     | -     | 100   |
| 6.º           | Jan Bakelants          | Circus-Wanty Gobert | 70      | -     | -     | 70    |
| 7.º           | Alexander Krieger      | Alpecin-Fenix       | 60      | 5     | -     | 65    |
| 8.º           | Clément Champoussin    | AG2R La Mondiale    | 50      | -     | -     | 50    |
| 9.º           | Petr Vakoč             | Alpecin-Fenix       | 40      | -     | -     | 40    |
| 10.º          | Aurélien Paret-Peintre | AG2R La Mondiale    | 35      | -     | -     | 35    |